# Chiesa delle Anime (Solarussa)
La chiesa delle Anime è un edificio religioso ubicato a Solarussa, centro abitato della Sardegna centrale.

Edificata nel 1749, è consacrata al culto cattolico e fa parte della vicina parrocchia di San Pietro Apostolo, arcidiocesi di Oristano.

## Altri progetti

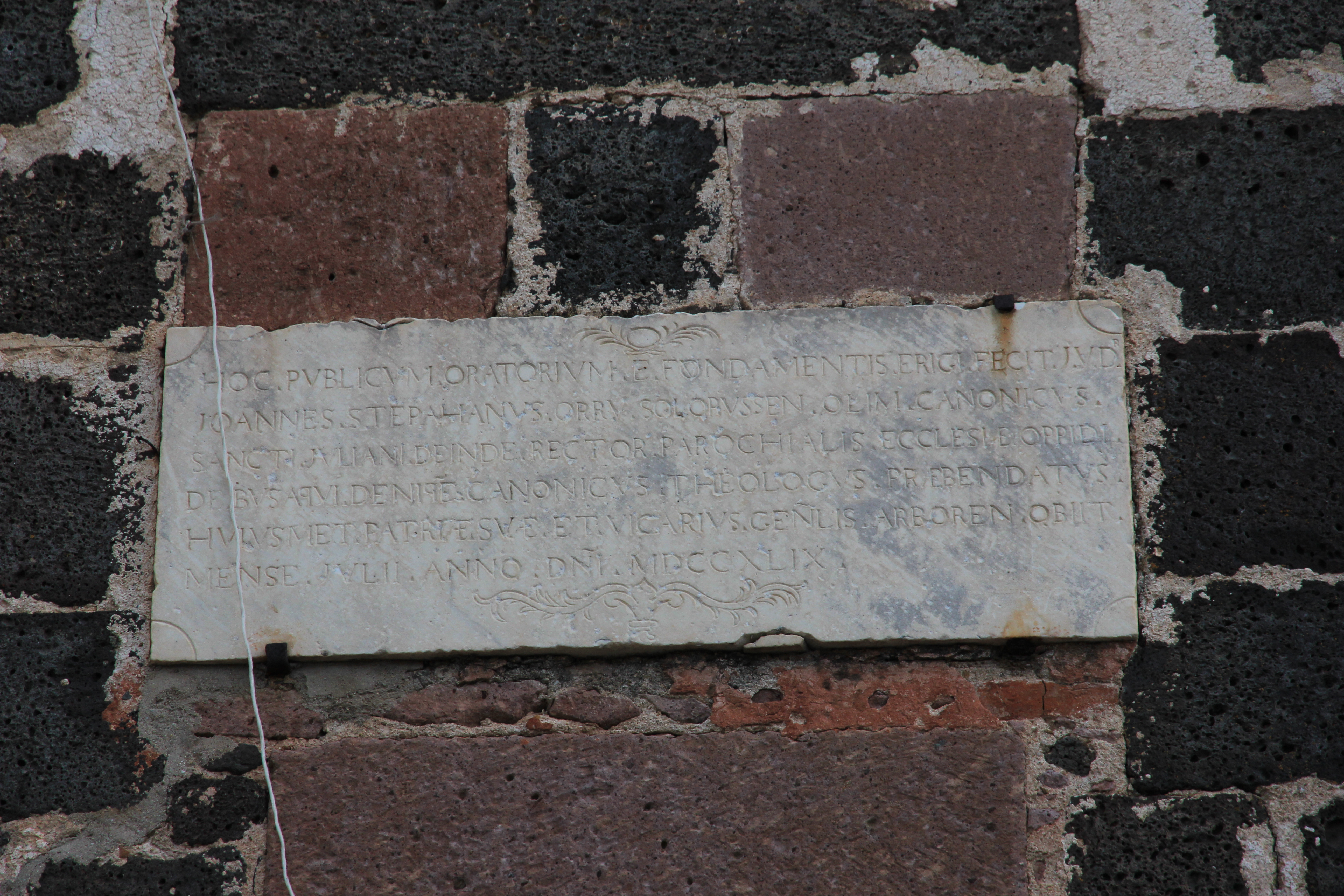